# Mirosław Gucwa
Mirosław Gucwa (ur. 21 listopada 1963 w Pisarzowej) – polski duchowny rzymskokatolicki, misjonarz działający w Republice Środkowoafrykańskiej, biskup diecezjalny Bouar od 2018.

## Życiorys
Urodził się 21 listopada 1963 w Pisarzowej. W latach 1978–1982 kształcił się w Liceum Ogólnokształcącym im. Władysława Orkana w Limanowej (uczęszczając do klasy z późniejszym biskupem tarnowskim Andrzejem Jeżem). W latach 1982–1988 odbył studia w Wyższym Seminarium Duchownym w Tarnowie, po których uzyskał magisterium z teologii. 12 czerwca 1988 został wyświęcony na prezbitera przez arcybiskupa Jerzego Ablewicza, biskupa diecezjalnego tarnowskiego. Uzyskał licencjat naukowy z teologii.
W latach 1988–1992 pracował jako wikariusz w parafii św. Katarzyny w Grybowie. W 1992 wyjechał do diecezji Bouar w Republice Środkowoafrykańskiej. W latach 1992–1996 był proboszczem parafii św. Joanny Antydy Thouret w Bohong, a w latach 2011–2014 proboszczem parafii katedralnej Matki Bożej Kościoła w Bouar. Ponadto w latach 1996–2005 zajmował stanowisko rektora diecezjalnego Niższego Seminarium Duchownego pw. św. Piotra w Yolé, w latach 2003–2006 pełnił funkcję kanclerza kurii diecezjalnej, w latach 2006–2017 był wikariuszem generalnym diecezji, a w latach 2011–2014 przewodniczącym diecezjalnej komisji Iustitia et Pax. Został kapelanem szpitala i więzienia w Bouar. Angażował się na rzecz pokoju i przeciwdziałania analfabetyzmowi.
2 grudnia 2017 papież Franciszek mianował go biskupem diecezjalnym diecezji Bouar. Święcenia biskupie przyjął 11 lutego 2018 w katedrze w Bouar. Głównym konsekratorem był kardynał Dieudonné Nzapalainga, arcybiskup Bangi, zaś współkonsekratorami Santiago De Wit Guzmán, nuncjusz apostolski w Republice Środkowoafrykańskiej, i Andrzej Jeż, biskup diecezjalny tarnowski. Na swoją dewizę biskupią przyjął słowa „Mihi vivere Christus est” (Dla mnie żyć to Chrystus).
W 2024 był współkonskeratorem podczas sakry biskupa diecezjalnego Kaga-Bandoro Victora Hugo Castilla Matarrity.